# Hřbitov Charonne
Hřbitov Charonne (francouzsky Cimetière de Charonne) je malý pařížský hřbitov, který se nachází ve čtvrti Charonne ve 20. obvodu u kostela Saint-Germain-de-Charonne. Spolu se hřbitovem Calvaire jsou posledními dvěma hřbitovy v Paříži, které se rozkládají u farního kostela. Jeho rozloha činí 0,41 ha a je zde asi 650 hrobek.

## Historie
Hřbitov byl založen u středověkého kostela Saint-Germain-de-Charonne a je nejspíš starý jako kostel. Hřbitov byl uzavřen 12. června 1804, kdy bylo zakázáno pohřbívat uvnitř měst a obcí, nicméně občas se i zde konají pohřby.
Z významných osobností jsou zde pohřbeni:
- Bègue Magloire, Robespierrův tajemník
- Josette Malraux (1910–1944), spisovatelka, manželka André Malrauxe, jejich děti Gauthier Malraux (1940–1961) a Vincent Malraux (1943–1961), které zemřely při automobilové nehodě, jsou zde též pohřbeny
- Robert Brasillach (1909–1945), kolaborant a novinář
- Maurice Bardèche (1907–1998), spisovatel
- Pierre Blanchar (1892–1963), herec
- Gérard Bauër (1888–1967), spisovatel